# コレット・E・ウールマン
コレット・エヴァーマン・ウールマン（Collett Everman Woolman、1889年10月8日 - 1966年9月11日）は、アメリカ合衆国の実業家である。デルタ航空の創設者として知られる。従業員からは「ウーリー」(Wooly)の愛称で呼ばれていた。

## 生涯
ウールマンはインディアナ州ブルーミントンで物理学者の息子として生まれ、イリノイ州アーバナで育った。アーバナの高校を卒業し、イリノイ大学農学部に入学した。大学在学中の1909年、フランス・ランスで開催された世界初の国際飛行競技会を見学したことで、飛行機整備の手伝いをするまでになった。
1916年にヘレン・H・フェアフィールド(Helen H. Fairfield)と結婚し、娘を2人もうけた。1920年までに一家でルイジアナ州モンローに引っ越した。
ウールマンは大学を卒業してすぐに、ルイジアナ州立大学の農業改良の普及員になった。当時、アメリカ南部では、綿花の害虫であるワタミゾウムシが猛威を振るっていた。ウールマンは、ルイジアナ州タルーラの農務省研究所の昆虫学者B・R・コードの研究を元に、ヒ酸カルシウムを空中散布する改良法を考案し、陸軍から飛行機とパイロットの貸与を受けてこの散布法の実験を行った。航空機メーカーのハフ＝ダランドがウールマンの実験に目をつけ、1925年3月2日にジョージア州メイコンで農薬散布のための子会社、ハフ＝ダランド・ダスターズ(Huff Daland Dusters)を設立した。同年5月、同社にウールマンが入社し、販売担当チーフとなった。同年夏に同社は本社をルイジアナ州モンローに移転し、保有機体数は当時民間会社では最大の18機となった。
夏の綿花の収穫時期が終わると、農薬散布の需要が激減した。それを補うために、ウールマンは南半球のペルーへ渡り、当地での農薬散布事業を開始した。また、1928年にはペルー航空公社と独自契約して旅客輸送サービスを開始した。しかし、この契約は長く続かなかった。
ウールマンがアメリカに戻ると、親会社のキーストーン・エアクラフトが、子会社の売却を検討していた。ウールマンは銀行家のトラヴィス・オリバーや地元の投資家とともに、ハフ＝ダランド・ダスターズの資産を買い取った。この会社は1928年12月3日に法人化され、ミシシッピ・デルタに因んで「デルタ・エア・サービス」(Delta Air Service)と名付けられた。ウールマンはバイスプレジデント兼ゼネラルマネジャーに就任した。
1929年6月17日、デルタは旅客輸送サービスを開始した。最初の路線はテキサス州ダラスからルイジアナ州のシュリーブポートとモンローを経由してミシシッピ州ジャクソンに至るものだった。1930年6月までには、路線網は東はアトランタまで、西はテキサス州フォートワースまで拡大した。
1930年10月、デルタが開拓した路線の航空郵便契約の入札が行われ、他の会社が落札した。デルタの資産はその会社に買い取られたが、ウールマンはトラヴィス・オリバーや他の出資者とともに、デルタの農薬散布事業を買い戻し、1930年12月31日にデルタ・エア(Delta Air Corporation)を設立した。ウールマンは、デルタ・エア・サービスに引き続き、デルタ・エアの取締役を務めた。
デルタは1934年に航空郵便契約を獲得し、航空輸送事業に復帰した。獲得したのはテキサス州フォートワースからサウスカロライナ州チャールストンまでの郵便輸送ルート24だった。デルタは航空郵便輸送と旅客輸送のサービスを拡大し、1938年には航空輸送事業が農薬散布事業以上の収益を上げられるようになった。1966年に農薬散布事業を中止した。
1945年に現在のデルタ航空(Delta Air Lines)に改称し、ウールマンが社長に就任した。亡くなる前年の1965年11月1日に会長兼CEOに就任した。
あるデルタ航空の元パイロットが、ウールマンについての次のようなエピソードを語った。
私がDC-7の新米航空機関士だった頃、CLT経由ATL-DCA便のファーストクラスに一人の紳士とその妻が搭乗していました。CLTに着陸した後、係員がやって来て、機長に対し、席を売りすぎたので乗客を1人下ろすように言いました。コックピットに立って私達の話を聞いていたその紳士は、係員に、私が席を譲って、翌朝のDCA行の早い便に乗ると言いました。それを妻に伝えるためにコックピットを出て席に戻った後、彼は飛行機を降りてゲート（実際にはチェーン・リンク・フェンス）の側に立ちました。大きくて古いライト 3350を動かした後、私は身を乗り出して機長側の窓から外を見てみると、デルタ航空の創業者にして社長であるC・E・ウールマン氏が立っていて、私達に向かって手を振っていました。
ウールマンは1966年9月11日にテキサス州ヒューストンで死去した。

## 死後

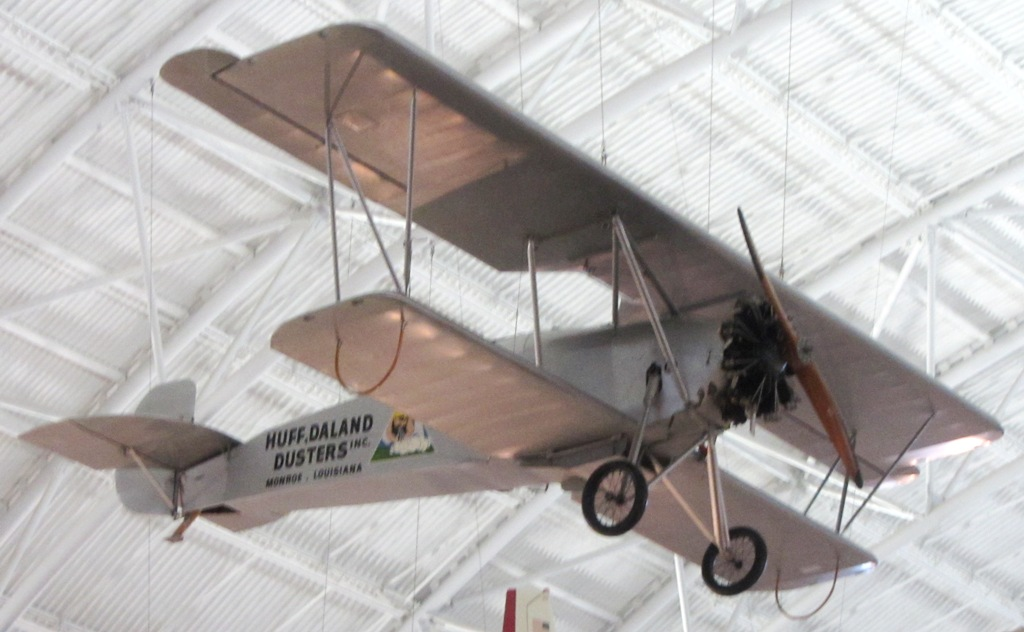
ハフ＝ダランド・ダスター社の飛行機

1925年にハフ＝ダランド・ダスター社が使っていた飛行機は、デルタ航空の従業員によってスミソニアン博物館に寄贈された。アトランタにあるデルタ航空のメンテナンスセンター(Delta TechOps)には、ウールマンの記念碑がある。
ウールマンは1992年にジョージア州航空殿堂に、1994年に全米航空殿堂に殿堂入りした。